# Saison 3 de True Detective
Chronologie
Saison 2 Saison 4
Cet article présente les huit épisodes de la troisième saison de la série télévisée américaine, True Detective.

## Synopsis
La série suit deux policiers, Wayne Hays et Roland West de la police d'État d'Arkansas, enquêtant sur la disparition des enfants Purcell, dans les monts Ozarks, en Arkansas.
Les évènements montrés se déroulent sur trois chronologies différentes :
- en 1980, au moment de la disparition ;
- en 1990, lors d'un rebondissement, rouvrant l'enquête ;
- en 2015, à l'occasion d'un documentaire, Wayne Hays — alors policier retraité — se remémore l'enquête.

## Distribution

### Acteurs principaux
- Mahershala Ali (VF : Daniel Njo Lobé) : Wayne Hays, détective de la police d'État d'Arkansas et vétéran du Vietnam
- Carmen Ejogo (VF : Charlotte Corréa) : Amelia Reardon, enseignante de l'école d'Arkansas, où étaient scolarisés les deux enfants disparus
- Stephen Dorff (VF : Serge Biavan) : Roland West, détective de la police d'État d'Arkansas, partenaire de Wayne Hays, il obtiendra le grade de capitaine
- Scoot McNairy (VF : Valentin Merlet) : Tom Purcell, père des deux enfants disparus
- Ray Fisher (VF : Jérémie Bédrune) : Henry Hays, fils de Wayne Hays et également détective de la police d'État d'Arkansas

### Acteurs récurrents
- Mamie Gummer : Lucy Purcell, mère de deux enfants qui se trouve impliquée dans le crime
- Josh Hopkins : Jim Dobkins, avocat de Fayetteville, dans l'Arkansas, impliqué dans le renvoi de détectives de la police d'État dans le cadre d'une enquête en cours
- Jodi Balfour : Lori, petite amie de Roland West
- Deborah Ayorinde : Becca Hays, fille de Wayne Hays
- Isaiah C. Morgan : Henry Hays, fils de Wayne Hays à l'âge de 9 ans
- Rhys Wakefield : Freddy Burns, adolescent de la région impliqué dans la disparition
- Michael Greyeyes : Brett Woodard, collectionneur de déchets, amérindien et vétéran de la guerre du Vietnam
- Jon Tenney : Alan Jones, procureur impliqué dans l'affaire qui assistera plus tard Dobkins
- Brett Cullen : Gerald Kindt, ambitieux procureur local et plus tard procureur général de l'Arkansas
- Sarah Gadon : Elisa Montgomery, cinéaste documentariste du crime
- Emily Nelson : Margaret
- Brandon Flynn : Ryan Peters, un adolescent de la région impliqué dans la disparition
- Michael Graziadei : Dan O'Brien, le cousin de Lucy Purcell
- Scott Shepherd : Harris James
- Michael Rooker : Edward Hoyt
- Steven Williams : Junius "Mr. June" Watts

## Liste des épisodes
| № | Titre                                                                    | Réalisé par     | Scénarisé par                  | Date de diffusion                                | Million de vues (audience américaine) |
| - | ------------------------------------------------------------------------ | --------------- | ------------------------------ | ------------------------------------------------ | ------------------------------------- |
| 1 | La Grande guerre et la mémoire moderne (The Great War and Modern Memory) | Jeremy Saulnier | Nic Pizzolatto                 | 13 janvier 2019                                  | 1,44                                  |
| 2 | Dites au revoir à demain (Kiss Tomorrow Goodbye)                         | Jeremy Saulnier | Nic Pizzolatto                 | 13 janvier 2019                                  | 1,19                                  |
| 3 | Le Grand jamais (The Big Never)                                          | Daniel Sackheim | Nic Pizzolatto                 | 20 janvier 2019                                  | 1,06                                  |
| 4 | L'Heure et le Jour (The Hour and the Day)                                | Nic Pizzolatto  | Nic Pizzolatto et David Milch  | 27 janvier 2019                                  | 1,45                                  |
| 5 | Fantômes (If You Have Ghosts)                                            | Nic Pizzolatto  | Nic Pizzolatto                 | 1er février 2019 (en ligne) 3 février 2019 (HBO) | 0,88                                  |
| 6 | Chasseurs dans la nuit (Hunters in the Dark)                             | Daniel Sackheim | Graham Gordy et Nic Pizzolatto | 10 février 2019                                  | 1,25                                  |
| 7 | Territoires ultimes (The Final Country)                                  | Daniel Sackheim | Nic Pizzolatto                 | 17 février 2019                                  | 1,32                                  |
| 8 | Je suis retrouvée (Now Am Found)                                         | Daniel Sackheim | Nic Pizzolatto                 | 24 février 2019                                  | 1,38                                  |

## Réception
Cette saison a bénéficié de retours positifs, les critiques parlant d'un retour à ce qui faisait le succès de la série, en comparaison de la saison précédente,.